# Tawny Kitaen
Tawny Kitaen est une actrice américaine, née le 5 août 1961 à San Diego, Californie (États-Unis), et morte le 7 mai 2021 à Newport Beach dans le même État.

## Biographie

### Vie privée
Tawny Kitaen a été mariée au chanteur du groupe Whitesnake David Coverdale de 1989 à 1991 et est mise en scène dans plusieurs clips du groupe : Is This Love, Still of the Night, The Deeper the Love, Here i Go Again,.
En 1997, elle épouse le joueur de baseball Chuck Finley dont elle aura deux enfants : Wynter (1993) et Raine (1999). Ils divorcent le 4 avril 2002, Finley accusant Kitaen de violences conjugales contre lui,.

### Mort
Tawny Kitaen meurt le 7 mai 2021 à son domicile de Newport Beach en Californie, d'une cardiomyopathie dilatée,,.

## Filmographie

### Cinéma
- 1984 : Gwendoline : Gwendoline
- 1984 : Le Palace en délire (Bachelor Party) : Debbie Thompson
- 1986 : Crystal Heart : Alley Daniels
- 1986 : Justice privée (Instant Justice) de Denis Amar : Virginia
- 1986 : Witchboard : Linda Brewster
- 1986 : Happy Hour : Misty Roberts
- 1989 : Crack, putain de dogue (White Hot) : Vanessa
- 1993 : Trois de cœur (Three of Hearts) : La femme dans le bar
- 1997 : Cap sur le danger (Dead Tides) : Nola
- 2014 : After Midnight : Rikki
- 2015 : Come Simi : Dee Dee

### Télévision

#### Séries télévisées
- 1986-1987 : Capitol : Meredith Ross
- 1989 : Santa Barbara : Lisa Di Napoli
- 1989 : Booker : Skylar Samperton
- 1991 : Seinfeld : Isabel (saison 3 épisode 9)
- 1991-1993 : The New WKRP in Cincinnati : Mona Loveland
- 1994 : Mariés, deux enfants : Dominique (saison 9 épisode 1)
- 1995 : L'Homme à la Rolls : Rhonda Dooley (saison 2 épisode 10)
- 1995-1997 : Hercule : Déjanire (saison 1 épisode 1/saison 2 épisode 8/saison 3 épisode 14)
- 2011 : Les Experts : Lydia Kole (saison 11 épisode 20)

#### Téléfilms
- 1983 : Malibu : La petite amie de Mahoney
- 1985 : Des filles de rêve (California Girls) : Karen Malone
- 1987 : Glory Years : Melinda Murphy
- 1994 : Hercule et le cercle de feu (Hercules and the Circle of Fire) : Déjanire
- 1994 : Hercule et le monde des ténèbres (Hercules in the Underworld) : Déjanire
- 1994 : Hercule et le labyrinthe du Minotaure (Hercules in the Maze of the Minotaur) : Déjanire
- 1996 : Playback : Sara Burgess